# Rio Iana
O rio Iana em russo:  Яна) é um rio da Sibéria oriental, na Rússia. Banha a Iacútia (República de Sakha) e desagua no mar de Laptev, no oceano Ártico. Fica entre o rio Lena a oeste e o rio Indigirka a leste (entre o Iana e o Indigirka fica a enorme planície Iana-Indigirka).

## Geografia
O rio Iana nasce da confluência de dois rios importantes da Sibéria, o  rio Sartang vindo do sul e com uma bacia de 17.800 km² e o rio Doulgalakh vindo de sudoeste e com uma bacia de 27300 km².
O comprimento do rio Iana propriamente dito é de 872 km, mas considerando o Sartang como o seu curso superior, o comprimento atinge 1490 km. A sua bacia hidrográfica abrange 238 000 km2 e nela se situa o conhecido polo do frio da Terra.
O Iana desagua no golfo do Iana, no mar de Laptev, no enorme delta de 10 200 km2. Há cerca de 40 000 lagos na bacia do Iana, contanto os lagos alpinos formados pela glaciação nos montes Verkhoïansk e vários lagos artificiais. A região está em contínuo pergelissolo. É constituída maioritariamente por florestas de lariço (Larix) que se vão convertendo gradualmente em tundra conforme se avança para norte, perto do paralelo 70 N, embora as árvores se estendam em microhabitats propícios até mesmo ao delta.
Os principais afluentes do Iana são os rios Adytcha (715 km e bacia com 89900 km²), Oldjo (330 km e bacia com 16100 km², Abyrabyt, e Bytantai (586 km bacia com 40200 km²). A maioria destes afluentes são rios curtos que descem das altas montanhas da cordilheira Verkhoyansk.
Os principais portos do rio Iana são Verkhoiansk, Batagai, Ust-Kuiga e Nijneiansk.

## História
A região do rio Iana foi o primeiro local de assentamento humano no Ártico, com vestígios de assentamentos no delta datados de há 30000 anos (12000 anos antes da altura do último período de glaciaçãoou último máximo glacial). 
Em 1892-94, o barão Eduard Toll, líder de uma expedição da Academia Imperial Russa de Ciências, acompanhado por Alexander von Bunge, fez estudos geológicos nas bacias do rio Iana, do rio Indigirka e do rio Kolyma). Durante um ano e dois dias, a expedição cobriu 25000 km, dos quais 4200 foram em rios, levando a cabo os estudos geodésicos. Devido às dificuldades da expedição e ao grande trabalho, a Academia Russa de Ciências outorgou a Eduard Toll a Grande Medalha de Prata de N.M. Projevalski.